# Maurice Dumoulin
Pour les articles homonymes, voir Dumoulin.
Maurice Dumoulin, né en 1908 et mort en 2010, est une personnalité suisse. 

## Grotte à Maurice
Cette grotte mesure 14 mètres de longueur et 1,5 mètre de large et est taillée dans la molasse. Maurice Dumoulin entasse dans cette grotte une multitude d'objets. Cette grotte fait l'objet d'un film, La grotte à Maurice, de Julien Magnin et Philippe Lespinasse, réalisé dans le cadre de l'exposition Art brut fribourgeois par la Collection de l'art brut à Lausanne.

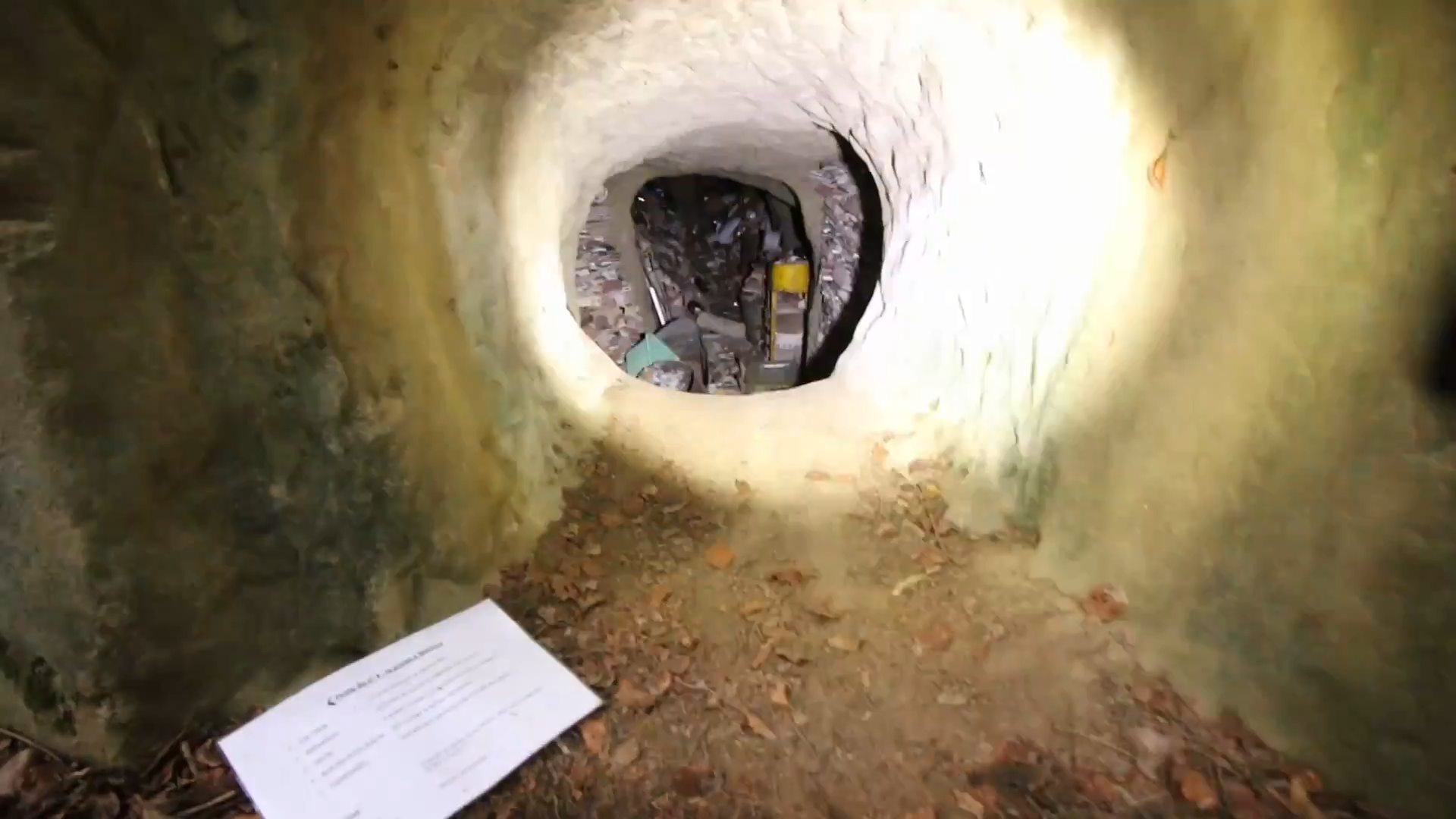
Intérieur de la grotte à Maurice depuis l'extérieur
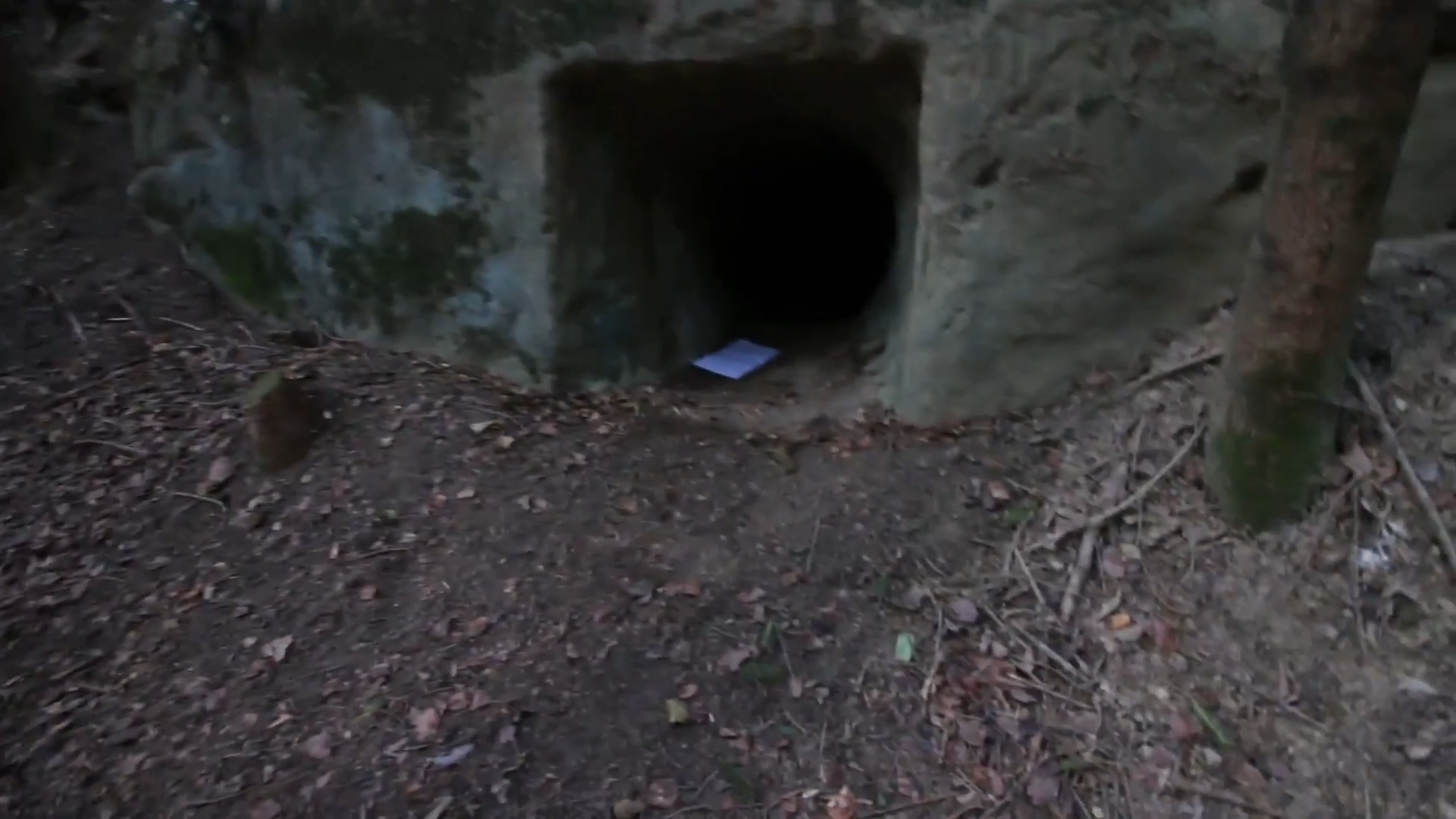
Extérieur de la grotte à Maurice
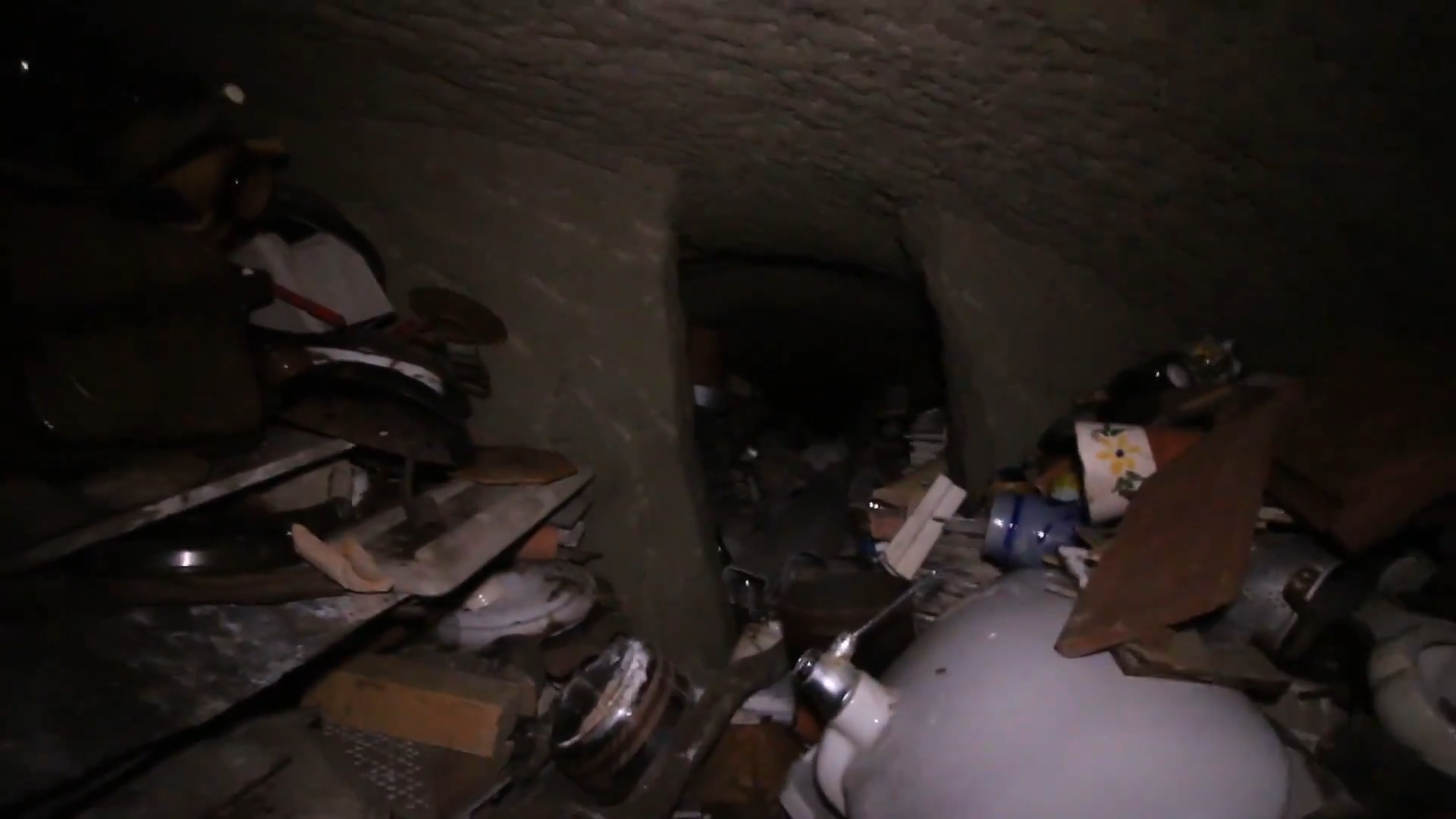
Intérieur de la grotte à Maurice